# Виллар-ле-Домб
Вилла́р-ле-Домб (фр. Villars-les-Dombes) — коммуна во Франции, находится в регионе Рона — Альпы. Департамент коммуны — Эн. Входит в состав кантона Виллар-ле-Домб. Округ коммуны — Бурк-ан-Брес.

## Население
Население коммуны на 2008 год составляло 4330 человек.
| 1962 | 1968 | 1975 | 1982 | 1990 | 1999 | 2008 |
| ---- | ---- | ---- | ---- | ---- | ---- | ---- |
| 1583 | 1842 | 2344 | 2796 | 3415 | 4190 | 4330 |

## Экономика
В 2007 году среди 2812 человек в трудоспособном возрасте (15—64 лет) 2115 были экономически активными, 697 — неактивными (показатель активности — 75,2 %, в 1999 году было 73,8 %). Из 2115 активных работали 1995 человек (1056 мужчин и 939 женщин), безработных было 120 (48 мужчин и 72 женщины). Среди 697 неактивных 300 человека были учениками или студентами, 257 — пенсионерами, 140 были неактивными по другим причинам.

## Фотогалерея

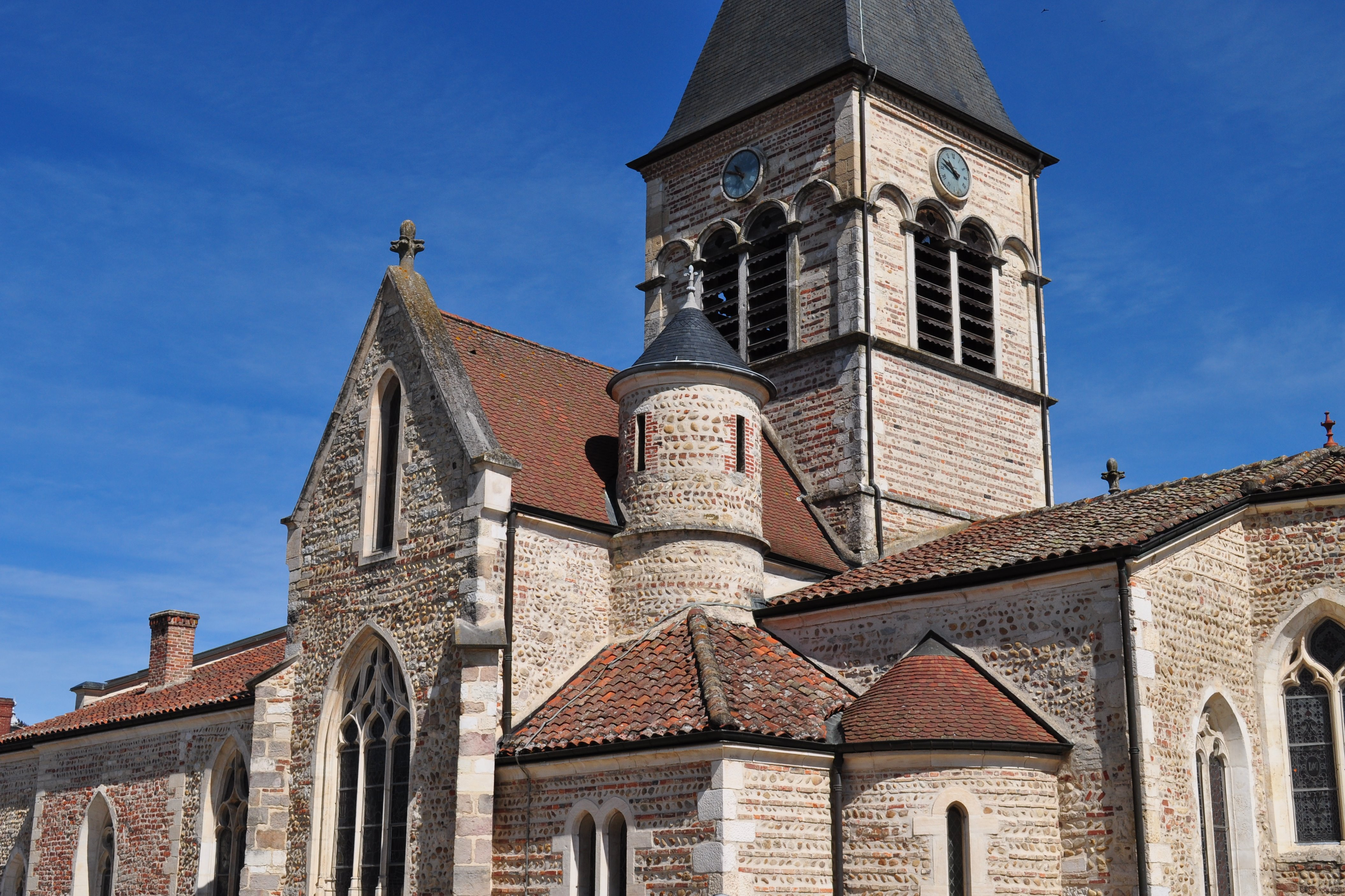
Церковь
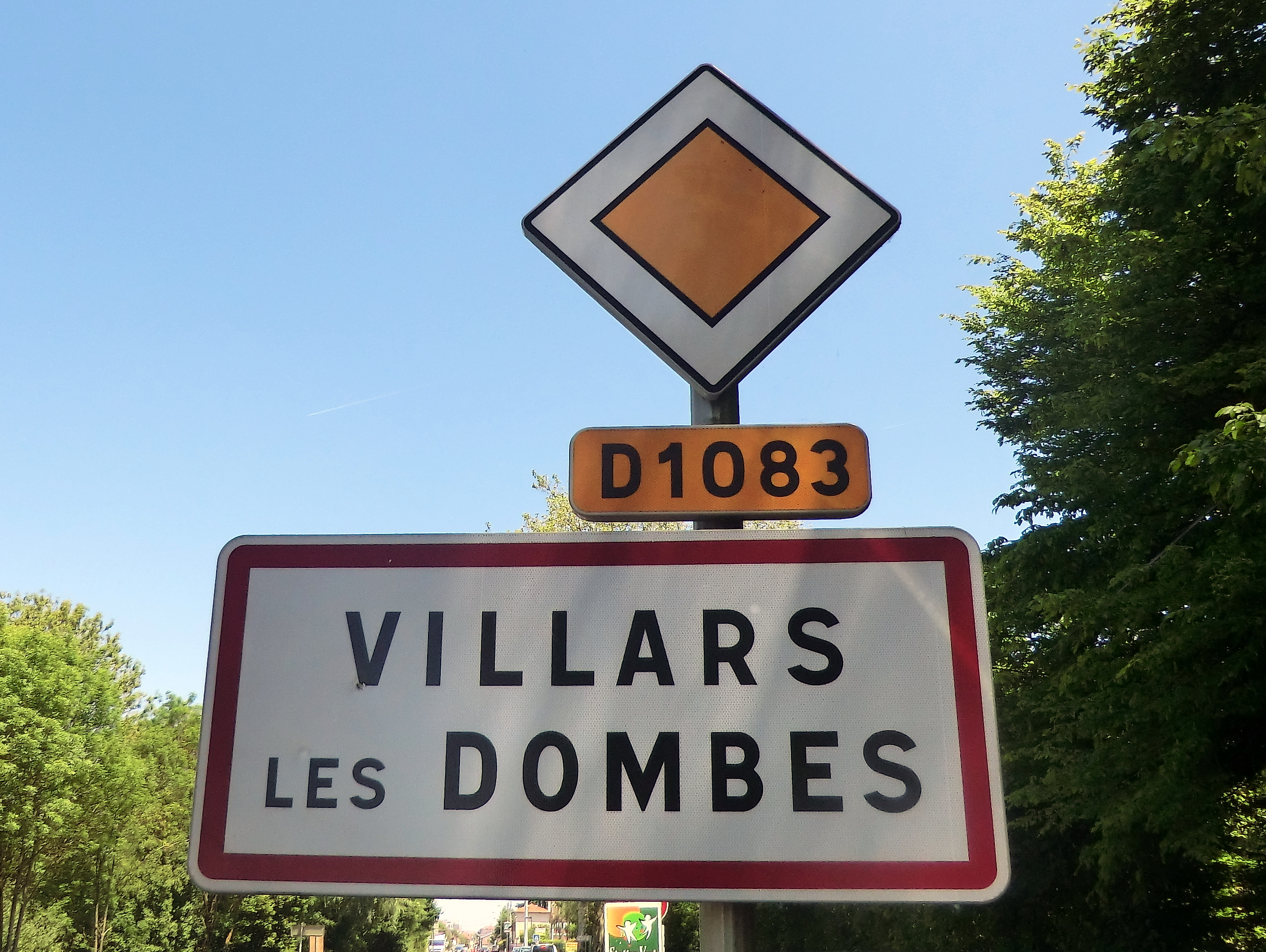
Знак на въезде в Виллар-ле-Домб
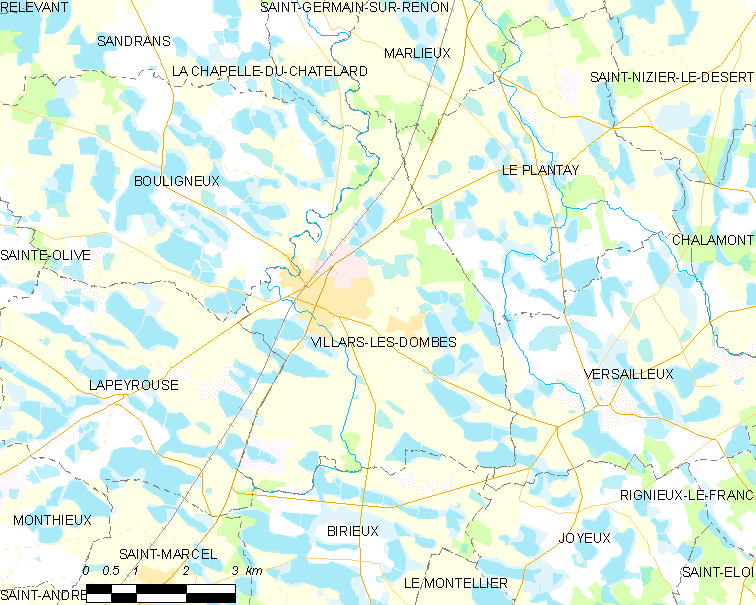
Карта коммуны